# IL13
IL13 (англ. Interleukin 13) – білок, який кодується однойменним геном, розташованим у людей на короткому плечі 5-ї хромосоми.  Довжина поліпептидного ланцюга білка становить 146 амінокислот, а молекулярна маса — 15 816.
| 10         |  | 20         |  | 30         |  | 40         |  | 50         |
| ---------- |  | ---------- |  | ---------- |  | ---------- |  | ---------- |
| MHPLLNPLLL |  | ALGLMALLLT |  | TVIALTCLGG |  | FASPGPVPPS |  | TALRELIEEL |
| VNITQNQKAP |  | LCNGSMVWSI |  | NLTAGMYCAA |  | LESLINVSGC |  | SAIEKTQRML |
| SGFCPHKVSA |  | GQFSSLHVRD |  | TKIEVAQFVK |  | DLLLHLKKLF |  | REGRFN     |

A: Аланін

C: Цистеїн

D: Аспарагінова кислота

E: Глутамінова кислота

F: Фенілаланін

G: Гліцин

H: Гістидин

I: Ізолейцин

K: Лізин

L: Лейцин

M: Метіонін

N: Аспарагін

P: Пролін

Q: Глутамін

R: Аргінін

S: Серин

T: Треонін

V: Валін

W: Триптофан

Кодований геном білок за функцією належить до цитокінів. 
Задіяний у такому біологічному процесі як поліморфізм. 
Секретований назовні.